# Villar del Rey
Villar del Rey ist eine spanische Gemeinde (municipio) mit 2.080 Einwohnern (Stand: 2024) in der Provinz Badajoz in der Autonomen Gemeinschaft Extremadura. 

## Lage
Villar del Rey liegt etwa 37 Kilometer nordnordöstlich von Badajoz in einer Höhe von ca. 240 m. Am Westrand der Gemeinde fließt der Río Zapatón in den Stausee Embalse Peña de Águila.

## Sehenswürdigkeiten
- Marienkirche (Iglesia de Nuestra Señora del Rosario)
- Marienkapelle der Jungfrau vom Fluss (Ermita de la Virgen de la Ribera)
- Marienkapelle der Jungfrau der Heilmittel (Ermita de la Virgen de los Remedios)